# Coelatura horei
Coelatura horei es una especie de molusco bivalvo  de la familia Unionidae.

## Distribución geográfica
Se encuentra en Burundi República Democrática del Congo y Tanzania. 

## Hábitat
Su hábitat natural son: lagos de agua dulce. 